# Триезичници
Триезиници са хората, които вярвали, че Бог трябва да се слави само на 3 езика – иврит, гръцки и латински. Тази теория възниква към IX век, когато се смятало, че тези три езика са свещени. Със създаването на глаголицата се поставя въпросът дали в действителност трябва да се извършват литургии на новата азбука. Това води до редица обществени проблеми.